# Liste der Stolpersteine in Gelsenkirchen-Ost

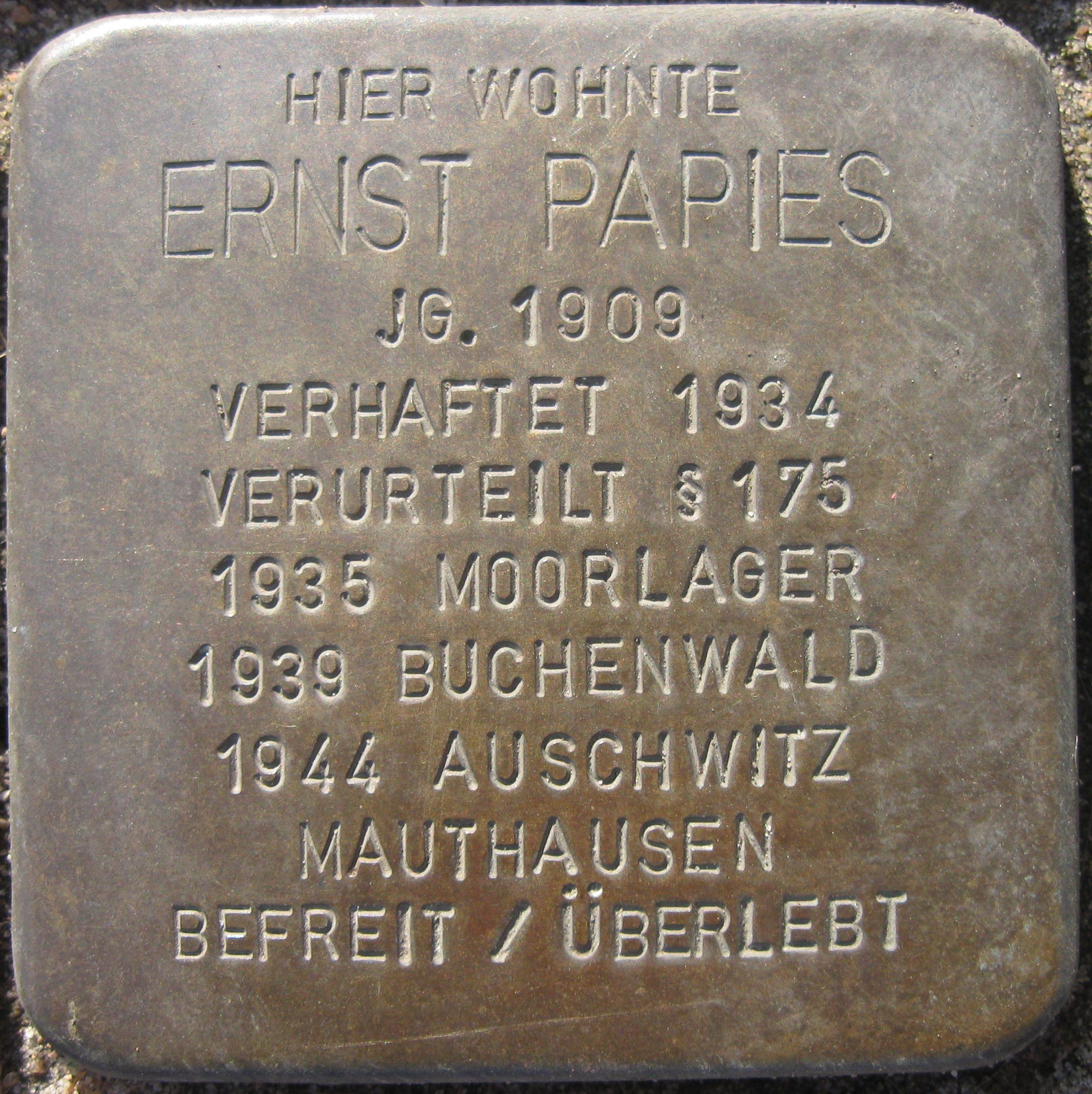
Stolperstein vor dem Elternhaus von Ernst Papies in der Cranger Straße in Erle. Er wurde wie Arthur Herrmann, der ebenfalls auf der Cranger Straße wohnte, als Homosexueller verfolgt.

Die Liste der Stolpersteine in Gelsenkirchen-Ost enthält Stolpersteine, die im Rahmen des gleichnamigen Kunst-Projekts von Gunter Demnig in Gelsenkirchen in den Stadtteilen Erle, Resse und Resser Mark verlegt wurden. Mit ihnen soll Opfern des Nationalsozialismus gedacht werden, die in Gelsenkirchen lebten und wirkten.
Diese Liste ist Teil der Liste der Stolpersteine in Gelsenkirchen.

## Liste der Stolpersteine in Erle
| Person                 | Adresse            | Inschrift | Bild | weitere Informationen |
| ---------------------- | ------------------ | --- | ---- | --- |
| Arthur Herrmann        | Cranger Str. 265   | Hier wohnte Arthur Herrmann Jg. 1902 verhaftet 1938 Buchenwald ermordet 17.3.1940                                                                   |      | Arthur Herrmann stammte aus Thorn im damaligen Westpreußen. Der Vater war Bergmann und kam mit seiner Familie etwa 1911 nach Buer. Auch Arthur Herrmann arbeitete als Bergmann in Gelsenkirchen. Er wurde in der NS-Zeit als Homosexueller verfolgt, verurteilt und 1938 in Kassel in „Schutzhaft“ genommen und am 6. August 1938 in das KZ Buchenwald deportiert, wo er Schikanen und härteste Zwangsarbeit erdulden musste und am 17. März 1940 als 37-Jähriger starb. Die Patenschaft für den 2012 verlegten Stolperstein hat der Verein Rosa Strippe e.V. aus Bochum übernommen. |
| Ernst Papies           | Cranger Str. 398   | Hier wohnte Ernst Papies Jg. 1909 verhaftet 1934 verurteilt § 175 1935 Moorlager 1939 Buchenwald 1944 Auschwitz Mauthausen befreit/überlebt         |      | Ernst Papies verließ als 17-Jähriger seine Familie und ging nach Bremen. Eine erste Verurteilung zu einem Monat Gefängnis wegen homosexueller Kontakte gab es 1932. Die zweite Verurteilung nach Verschärfung der Gesetzgebung durch die Nationalsozialisten hatte 1934 bereits ein Jahr Gefängnis zur Folge. 1936 folgte eine Verurteilung zu drei Jahren Gefängnis, die im Moorlager im Emsland mit Zwangsarbeit vollstreckt wurde. Nach der Verbüßung kam er krank nach Erle zurück. Dort wurde er denunziert und am 25. Juni 1939 verhaftet und in das KZ Buchenwald deportiert, wo er als angeblicher „Berufsverbrecher“ und „175er“ im Steinbruch unter mörderischen Bedingungen Schwerstarbeit leisten musste. Am 15. April 1940 kam er in das KZ Mauthausen bei Linz und wurde auch dort im Arbeitskommando der „Rosa-Winkel-Häftlinge“ im Steinbruch eingesetzt. Am 4. Dezember 1944 wurde er in ein Außenlager des KZ Auschwitz und kurz vor der Befreiung des Vernichtungslagers zurück nach Mauthausen gebracht. Weitere Monate schwerster Zwangsarbeit folgten, befreit wurde Mauthausen am 5. Mai 1945 von den Amerikanern. Nach Kriegsende versuchte Papies mehrfach, sich gerichtlich Wiedergutmachung und Entschädigung für das erlittene Unrecht zu erstreiten, hatte damit aber keinen Erfolg. Er starb 1997 im Alter von 88 Jahren in Konstanz. Die Patenschaft für den 2015 verlegten Stolperstein hat die aus Gelsenkirchen stammende Europaabgeordnete der Grünen Terry Reintke übernommen. |
| Jürgen Sommerfeld      | Emscherstraße 41 · | Jürgen Sommerfeld Jg. 1941 'eingewiesen' 20.7.1943 Heilanstalt Dortmund-Aplerbeck 'Kinderfachabteilung' ermordet 9.8.1943                           |      | |
| Fritz Rosenbaum        | Mittelstraße 36 ·  | Hier wohnte Fritz Rosenbaum Jg. 1888 verhaftet 20.9.1944 Zwangsarbeit Organisation Todt 1945 Theresienstadt befreit tot an Haftfolgen 15. Juni 1945 |      | |
| Helene Rosenbaum       | Mittelstraße 36 ·  | Hier wohnte Helene Rosenbaum geb. Heidenstecher Jg. 1893 ausgegrenzt/drangsaliert überlebt                                                          |      | |
| Hans-Günther Rosenbaum | Mittelstraße 36 ·  | Hier wohnte Hans-Günther Rosenbaum Jg. 1920 ausgegrenzt/drangsaliert überlebt                                                                       |      | |
| Wolfgang Rosenbaum     | Mittelstraße 36 ·  | Hier wohnte Wolfgang Rosenbaum Jg. 1929 ausgegrenzt/drangsaliert überlebt                                                                           |      | |

## Liste der Stolpersteine in Resse
| Person          | Adresse          | Inschrift | Bild | weitere Informationen |
| --------------- | ---------------- | --- | ---- | --- |
| Otto Lieber     | Ewaldstraße 29 · | Hier wohnte Otto Lieber Jg. 1883 Flucht 1939 England                                                                 |      | |
| Paula Lieber    | Ewaldstraße 29 · | Hier wohnte Paula Lieber geb. Meyer Jg. 1881 Flucht 1939 England                                                     |      | |
| Naphtalie Hess  | Ewaldstraße 42 · | Hier wohnte Naphtalie Hess Jg. 1875 deportiert 1942 Riga ermordet Nov. 1943                                          |      | |
| Recha Hess      | Ewaldstraße 42 · | Hier wohnte Recha Hess geb. Wolfsheimer Jg. 1876 deportiert 1942 Riga ermordet Nov. 1943                             |      | |
| Ernst Hess      | Ewaldstraße 42 · | Hier wohnte Ernst Hess Jg. 1910 deportiert 1942 Riga 1944 Stutthof ermordet                                          |      | |
| Eva Hess        | Ewaldstraße 42 · | Hier wohnte Eva Hess geb. Goldstein Jg. 1915 deportiert 1942 Riga 1944 Stutthof ermordet                             |      | |
| Herbert Hess    | Ewaldstraße 42 · | Hier wohnte Herbert Hess Jg. 1913 verhaftet 1943 Gestapolager Bielefeld deportiert 1943 ermordet in Auschwitz        |      | |
| Gerson Hess     | Ewaldstraße 42 · | Hier wohnte Gerson Hess Jg. 1942 verhaftet 1942 Gestapolager Bielefeld deportiert 1943 Auschwitz ermordet            |      | |
| Regina Hess     | Ewaldstraße 42 · | Hier wohnte Regina Hess geb. Isaak Jg. 1923 verhaftet 1942 Gestapolager Bielefeld deportiert 1943 Auschwitz ermordet |      | |
| Dr. Samuel Hocs | Hedwigstraße 2 · | Hier wohnte Dr. Samuel Hocs Jg. 1905 Flucht 1933 Italien 1939 Shanghai 1943 Ghetto Hongkew befreit                   |      | Samuel Hocs stammte aus Riga, wo er die Deutsche Schule besuchte, und gehörte einer orthodox-jüdischen Familie an; sein Vater kam aus Lugansk, seine Mutter aus der Umgebung von Mitau in Russisch-Lettland. 1924 verließ er Riga und ging zum Studium nach Basel in die Schweiz. Im Sommer 1930 trat er eine Stelle als Assistenzarzt am katholischen Hedwig-Krankenhaus in Resse an, wo er ein Zimmer bewohnte. Am 5. April 1933 wurde er als ausländischer Jude gezwungen, seine Tätigkeit aufzugeben, und musste Deutschland verlassen. Er zog nach Italien und arbeitete von 1933 bis 1939 als Arzt in Neapel. Nach dem Bündnis Italiens mit Deutschland 1939 emigrierte er nach China, wo er im Februar 1943 von den Japanern auf deutschen Druck im Shanghaier Ghetto interniert wurde. Im August 1945 befreit, blieb er anders als die meisten deutschsprachigen Juden auch nach der kommunistischen Machtübernahme in China und arbeitete in Shanghai als Arzt, zeitweise aber auch als Kesselarbeiter. 1957/58 emigrierte er zusammen mit seiner russisch-jüdischen Frau Tatiana über Hongkong, Singapur und Südafrika nach São Paulo in Brasilien, wo er als Neurochirurg und Physiotherapeut tätig war und vor 2000 verstarb. 1962 wurde ihm von der Bundesrepublik Deutschland eine Wiedergutmachungsleistung für den erlittenen beruflichen und persönlichen Schaden zugesprochen. Hocs hat sich einen Namen als Sammler chinesischer Malerei gemacht. |